# Ramel Bradley
Ramel Bradley (nacido el 5 de febrero de 1985 en New York), es un jugador de baloncesto estadounidense, cuya mayor parte de carrera profesional se ha desarrollado en distintos clubes de Europa. Actualmente forma parte de la plantilla del Ankara DSİ S.K..

## Carrera
Bradley ha jugador en Dijon (Francia) y Cedevita (Croacia) tras su etapa universitaria en Kentucky. En 2010, con el Maccabi Ashdod, disputa un total de 12 partidos, siendo el máximo anotador del equipo y uno de los máximos de la competición (10.ª posición) con 17.4 puntos, 3.3 rebotes y 3.3 asistencias de media por partido. 
En 2011, firma con el Hapoel Jerusalem, firmando un contrato de una temporada con una opción para continuar una temporada más y el club ha pagado 75.000 dólares a su actual equipo y el jugador percibirá unos 10.000 dólares al mes.
En 2015, realizó una gran temporada hasta que abandonó por impagos el Yesilgiresun, para firmar por el Hapoel Holon.